# Lee Vernon McNeill
Lee Vernon McNeill (Lumberton , 2 de dezembro de 1964 – 29 de setembro de 2021) foi um velocista norte-americano, campeão mundial de atletismo no revezamento 4x100 m em Roma 1987. Ao encerrar a carreira ele trabalhou como técnico de atletismo na Carolina do Norte, seu estado natal. Morreu por complicações causadas pelo COVID-19 aos 56 anos de idade.